# Veľký Mengusovský štít
Veľký Mengusovský štít (polsky Mięguszowiecki Szczyt Wielki) je nejvyšší ze tří Mengusovských štítů na slovensko – polské hranici. Na sever do Polska spadá jednou z nejvyšších tatranských stěn – 820 m vysokou (nejvyšší je severní stěna Malého Kežmarského štítu – 900 m. Pilíř mezi východní a severní stěnou má výšku 880 m, šikmou délku přes 1000 m.

## Topografie
Nachází se v hlavním hřebeni Tater, severní stěna je nad kotlinou Mořského Oka, jižní nad Veľkým Hincovým Plesem.
Od Prostredného Mengusovského štítu ho dělí Vyšné Mengusovské sedlo, od Čubriny Hincovo sedlo. Má dva vrcholy, nižší – východní a hlavní – západní. V západním hřebeni se nachází Mengusovská vežička. 300metrová jižní stěna nad Hincovou kotlinou je příčně přerušena Velkou Mengusovskou lávkou.

## Výstupy
- 1877 Prvovýstup L. Chałubiński, W. Roj a M. Sieczka, z Hincovo sedla s exponovaným obcházením hřebene.
- 1906 Klasická cesta celou sev. stěnou, J. Chmielowski, K. Bachleda a W. Tylka Suleja.
- 1935 Prvovýstup kompletním Mengusovské pilířem Z. Koroszadowicz a J. W. Żuławski
- 1950 První slovenský výstup pilířem A. Puškáš a J. Suna.
- 1957 Slovenský zimní výstup pilířem J. Psotka a Z. Zibrín.
- 1992 Jedna z největších polských horolezeckých tragédií se odehrála ve Východní stěně. Po zvratu počasí nejprve zmrzla jedna horolezkyně, pak se při slaňování zřítili zbylí tři horolezci.

## Galerie

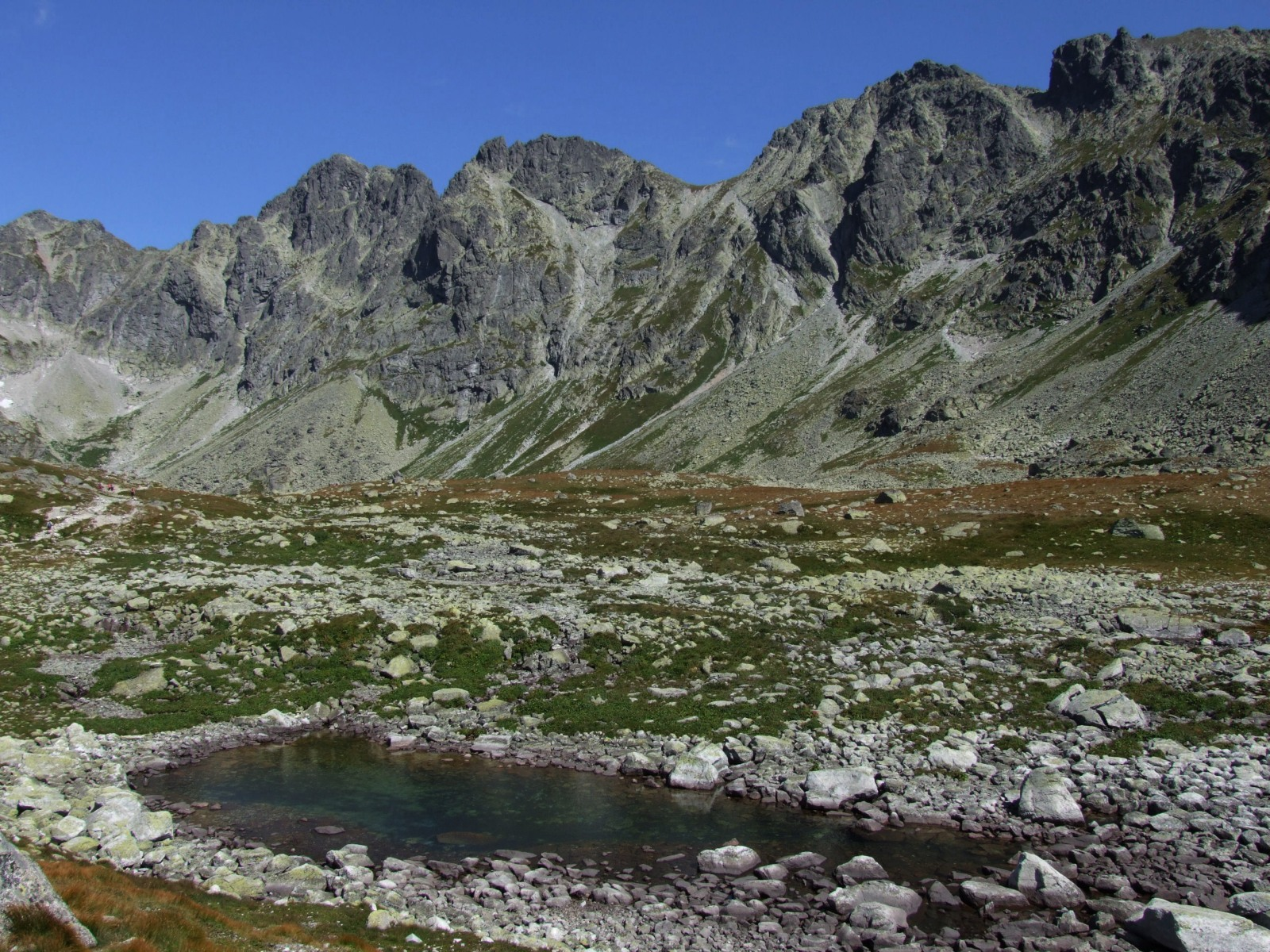
Čubrina, Veľký, Prostredný a Východný Mengusovský štít.
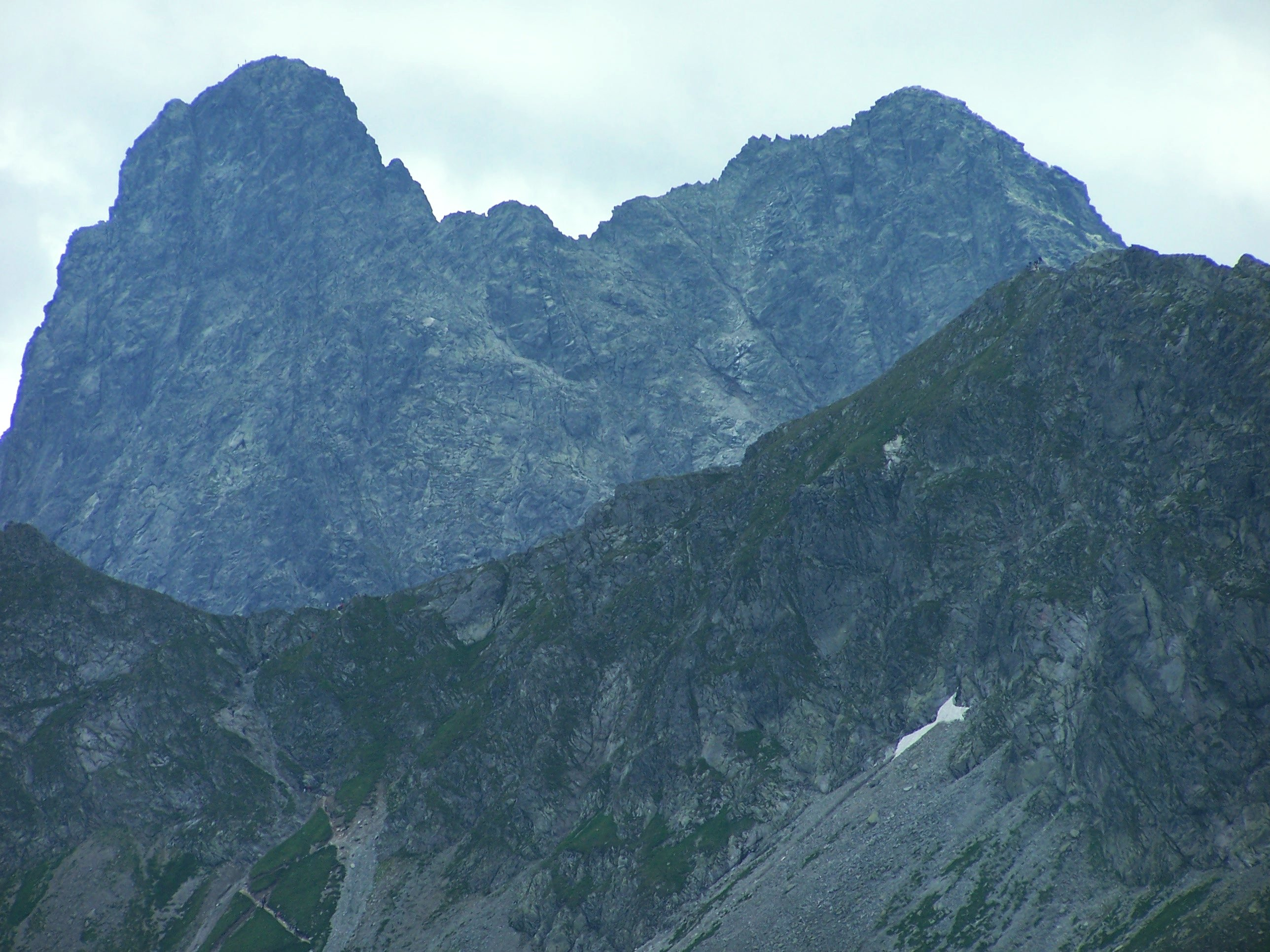
Veľký Mengusovský štít a Čubrina.
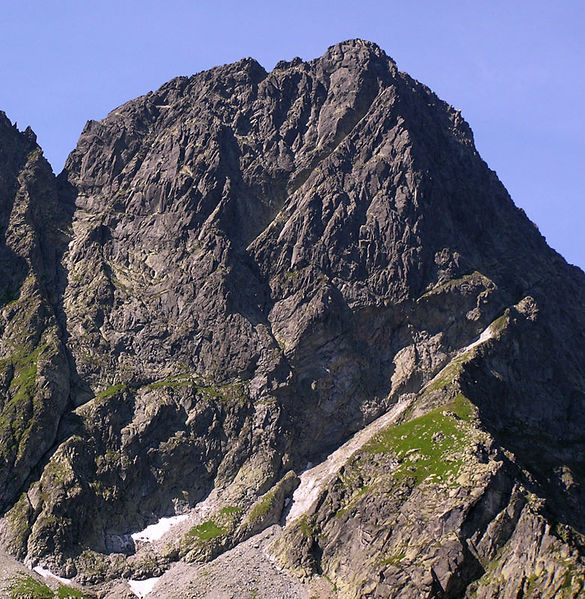
Východní stěna Veľkého Mengusovského štítu, pillíř sa táhne vpravo dolu.